# جوداس
جوداس (بالإنجليزية: Judas)‏ هي لعبة فيديو قادمة من نوع تصويب منظور الشخص الأول وهي من تطوير ونشر شركة غوست ستوري غيمز.

## التطوير
تم الإعلان عن اللعبة رسمياً في 8 ديسبمر 2022 خلال حفل جوائز اللعبة 2022 وستصدر اللعبة على أجهزة مايكروسوفت ويندوز، بلاي ستيشن 5 وإكس بوكس سيريس إكس وسيريس إس.